# Zlatița, Caraș-Severin
Zlatița (maghiară Néraaranyos, sârbă Златица) este un sat în comuna Socol din județul Caraș-Severin, Banat, România.

## Legături externe

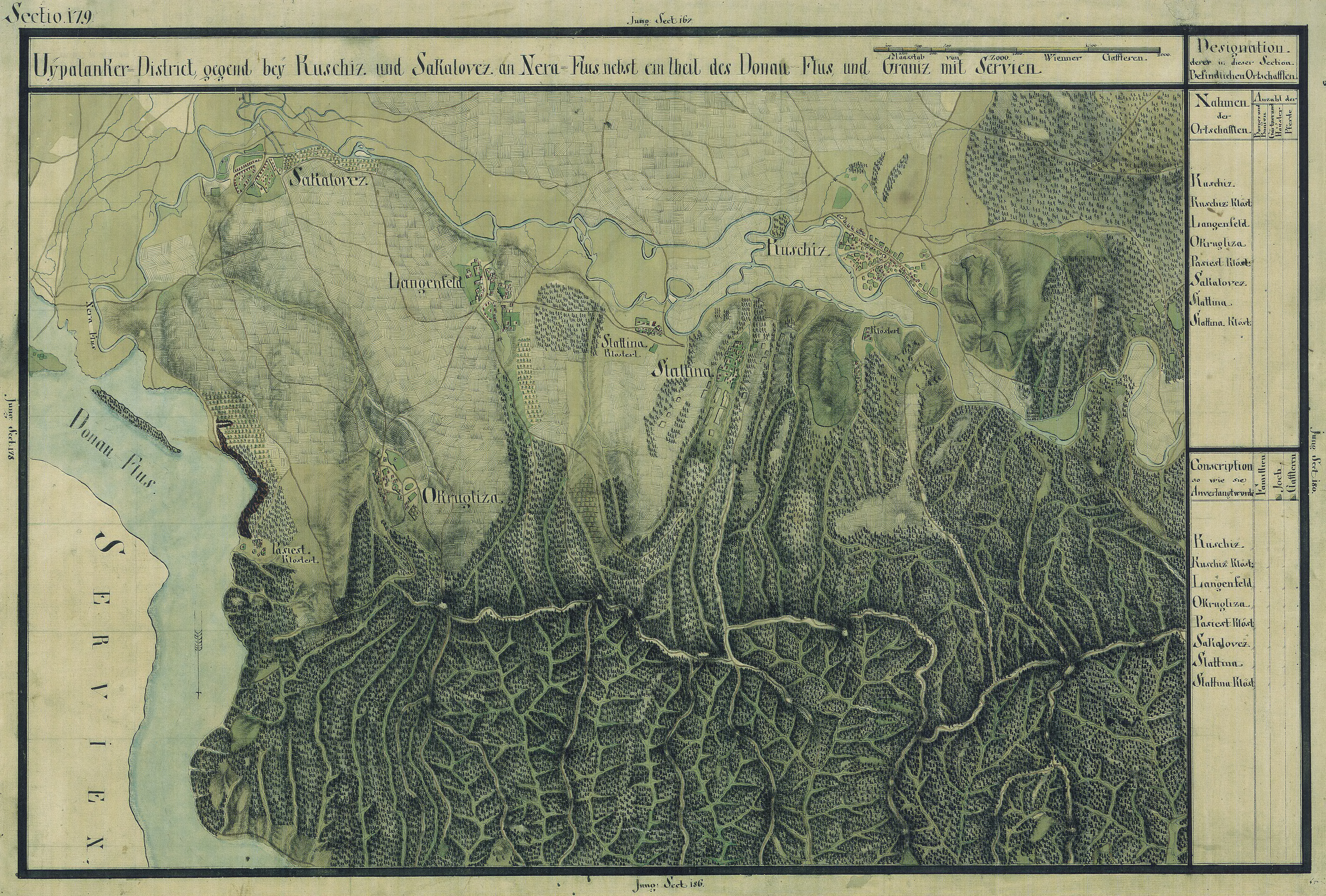
Zlatiţa în Harta Iosefină a Banatului, 1769-72